# شاديان (كاشان)
شاديان هي قرية في مقاطعة كاشان، إيران. يقدر عدد سكانها بـ 203 نسمة بحسب إحصاء 2016.